# Marcel Schmelzer
Marcel Schmelzer (* 22. ledna 1988 Magdeburg) je bývalý německý profesionální fotbalista, který hrával na pozici levého obránce za německý klub Borussia Dortmund, ve kterém strávil celou svoji kariéru. Mezi lety 2010 a 2014 odehrál také 16 utkání v dresu německé reprezentace.
Dne 12. května 2022 oznámil, že na konci sezóny 2021/22 ukončí svoji hráčskou kariéru.

## Klubová kariéra
S fotbalem začínal ve Fortuně Magdeburg, poté hrál za 1. FC Magdeburg a navštěvoval sportovní gymnázium. V roce 2005 se připojil k Borussii Dortmund.

### Borussia Dortmund
Svou profesionální kariéru má zatím spojenou pouze se současným klubem Borussí Dortmund. První utkání za A-tým odehrál 9. srpna 2008 v prvním kole DFB-Pokalu na půdě Rot-Weiss Essen ze čtvrté ligy. Do zápasu nastoupil v 77. minutě za útočníka Mladena Petriće. Dortmund v utkání zvítězil.. Přesně o týden později už debutoval v nejvyšší německé lize opět pod trenérem Jürgenem Kloppem. Do zápasu na BayAreně s domácím Bayerem Leverkusen vkročil v 72. minutě, když za stavu 3:1 pro Borussii střídal zraněného obránce Dedého. V 83. minutě se sice ještě hlavou trefil domácí útočník Kießling, ale ten už jen korigoval výsledek.
V sezóně 2010/11 získal s Borussií bundesligový titul, který následně se spoluhráči obhájil v sezóně 2011/12. V tomto ročníku navíc vyhrál i DFB-Pokal, ve finále porazil Dortmund Bayern Mnichov 5:2.
V základní skupině D Lize mistrů 2012/13 (skupina smrti – nejtěžší skupina tohoto ročníku LM) 24. října 2012 přispěl jednou brankou k vítězství 2:1 nad Realem Madrid. S Dortmundem se představil 25. května 2013 ve Wembley ve finále Ligy mistrů proti rivalovi Bayernu Mnichov, Borussia však nejprestižnější evropský pohár nezískala, podlehla Bayernu 1:2. Schmelzer odehrál utkání v základní sestavě.

## Reprezentační kariéra
Reprezentační kariéru začal v reprezentaci do 21 let a s jedenácti zápasy patřil mezi pravidelně nastupující hráče. Trenér Horst Hrubesch jej nominoval na Mistrovství Evropy hráčů do 21 let 2009 konané ve Švédsku, kde mladí Němci získali svůj premiérový titul v této kategorii. Nastoupil ve čtyřech utkáních.
Za seniorskou reprezentaci debutoval 17. listopadu 2010 v přátelském zápase se Švédskem, ve kterém nepadl jediný gól. Schmelzer ale odehrál celé utkání. Mezi několika dalšími debutanty byl i Schmelzerův spoluhráč Mario Götze. V roce 2011 nastoupil k dalším třem reprezentačním utkáním a je na dobré cestě být číslem jedna na levém kraji obrany německé reprezentace.

## Úspěchy
Zdroj:

### Klubové
Borussia Dortmund
- Německá fotbalová Bundesliga – 1. místo (2010/11, 2011/12)
- DFB-Pokal – 1. místo (2011/12)
- DFL-Supercup – 1. místo (2013, 2014)[14][15]

### Reprezentační
Německo U21
- Mistrovství Evropy U21 – 1. místo (2009)

Německo
- Mistrovství Evropy – 3. místo (2012)

## Osobní život
Schmelzer má o dva roky mladšího bratra.